# Província de Konya
Konya és una província de Turquia a Anatòlia central. La capital provincial és la ciutat de Konya. És la província més gran, quant a la seva extensió, de Turquia.

## Districtes

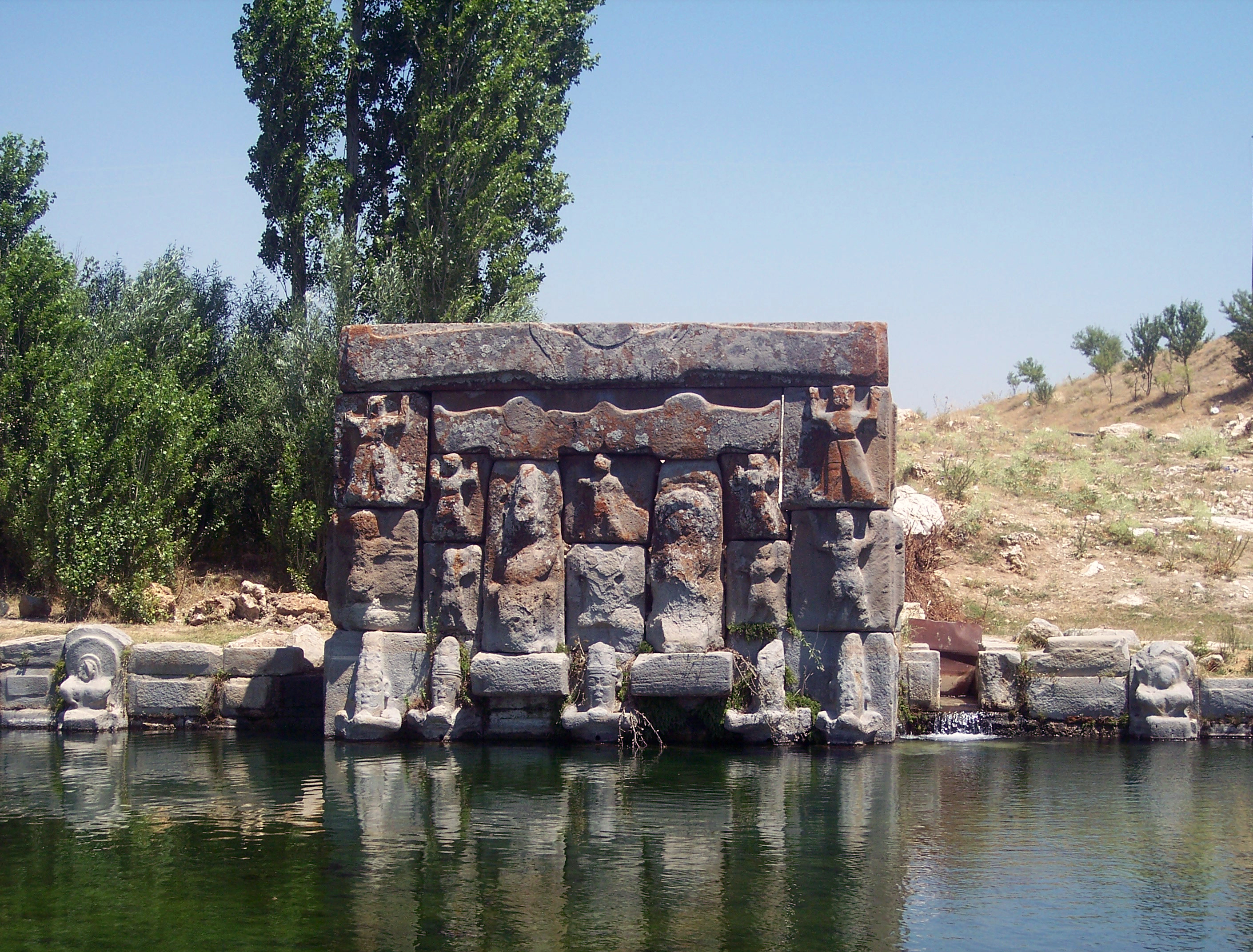
Ruïnes hitites d'Eflatun Pinar

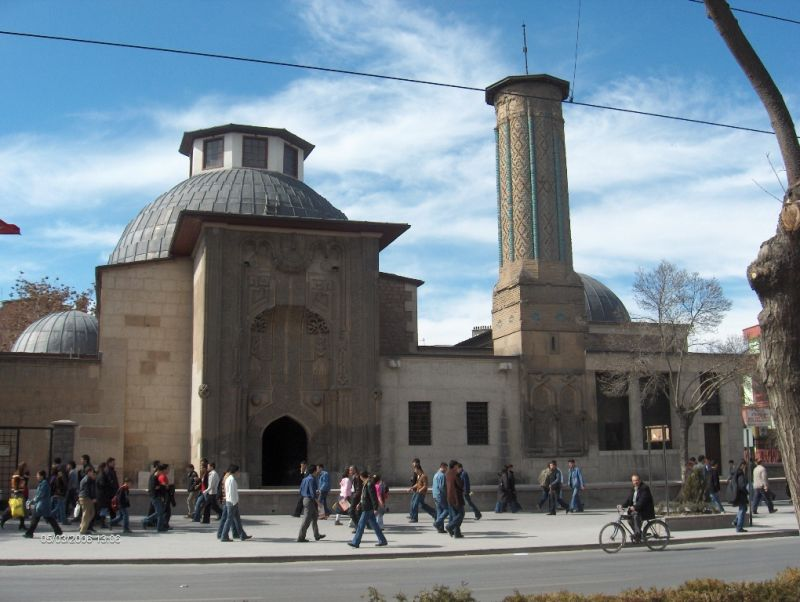
Ince Minaret Medrese, façana frontal, a Konya.

La província Konya es divideix en trenta-un districtes tres dels quals s'inclouen de fet en el municipi de la ciutat de Konya (els districtes de la capital es mostren amb el signe ± ).
- Karatay ±
- Meram ±
- Selçuklu ±
- Ahırlı
- Akören
- Akşehir
- Altınekin
- Beyşehir
- Bozkır
- Çeltik
- Cihanbeyli
- Çumra
- Derbent
- Derebucak
- Doğanhisar
- Emirgazi
- Ereğli
- Güneysınır
- Hadim
- Halkapınar
- Hüyük
- Ilgın
- Kadınhanı
- Karapınar
- Kulu
- Sarayönü
- Seydişehir
- Taşkent
- Tuzlukçu
- Yalıhüyük
- Yeniceoba
- Yunak